# Martin Hoff
Martin Hoff (* 2. Juni 1965 in Ballenstedt; † 27. August 2016) war ein deutscher Dirigent und Kapellmeister.

## Leben und Wirken
Hoff studierte an der Hochschule für Musik „Carl Maria von Weber“ in Dresden bei Hartmut Haenchen und Siegfried Kurz Dirigat sowie Klavier und Korrepetition. Sein erstes Engagement als Solorepetitor am Opernhaus Halle erhielt er im letzten Studienjahr.
Anschließend wirkte er in Halle als Studienleiter und Kapellmeister. Zwischen 1997 und 2004 war Hoff erster Kapellmeister und Generalmusikdirektor am Theater Meiningen, wo er u. a. Der Rosenkavalier, Der fliegende Holländer, Tristan und Isolde, Die Zauberflöte, Sly, Die Fledermaus, Rigoletto und Cavalleria rusticana/Der Bajazzo dirigierte. Im Jahr 2004 wurde Hoff als erster Kapellmeister an das Deutsche Nationaltheater und Staatskapelle Weimar berufen. Dort leitete er die Aufführungen von Die verkaufte Braut, Fidelio, Salome, Der fliegende Holländer, Die Hochzeit des Figaro, Don Carlo, Carmen, Nabucco, Idomeneo, Die Entführung aus dem Serail, Lady Macbeth von Mzensk, Die Zauberflöte und Luisa Miller. Hoff wirkte an der musikalischen Erarbeitung der Weimarer Inszenierung des Ring des Nibelungen mit und dirigierte Das Rheingold, Die Walküre, Siegfried und Götterdämmerung. Außerdem dirigierte Hoff zwei Konzerte der Staatskapelle Weimar anlässlich des 200. Todestages von Friedrich Schiller mit der 9. Sinfonie.
Hoff arbeitete seit 2004 regelmäßig mit dem Thüringischen Kammerorchester Weimar zusammen. Nach Konzerten in Weimar und Schmalkalden erschienen in der Spielzeit 2004/2005 zwei CDs mit Werken von Johann Nepomuk Hummel. Zu den weiteren Einspielungen gehörten das Singspiel Erwin und Elmire von der Großherzogin Anna Amalia sowie die Aufführung des Klarinettenkonzerts KV 622 von Wolfgang Amadeus Mozart durch den Klezmer-Klarinettisten Helmut Eisel. 2015 führte er in Weimar das Oratorium „The Triumph of Death“ von Frederic Rzewski auf, dem Protokolle der Auschwitzprozesse zugrunde liegen.
Als Gastdirigent wirkte Hoff an der Komischen Oper in Berlin sowie in Nürnberg, Dessau, Brandenburg, Zwickau, Ulm und bei den Schwetzinger Festspielen.
Als Liedbegleiter gab Hoff Liederabende in Dresden, Leipzig, Halle, Weimar und Paris. 1989 wurde er beim „Internationalen Hans-Pfitzner-Liedwettbewerb“ in Hamburg mit dem Begleiterpreis geehrt.
Seit 2011 lehrte Hoff an der Hochschule für Musik Franz Liszt Weimar Dirigieren.
Hoff starb am 27. August 2016 unerwartet im Alter von 51 Jahren.